# Chrysler
Крајслер група (енгл. Chrysler Group, званично FCA US LLC) је амерички произвођач аутомобила са седиштем у Оберн Хилсу, у америчкој савезној држави Мичигену и од 2014. године је у власништву холдинг компаније Фијат Крајслер аутомобили. Крајслер групација продаје возила широм света под брендовима Крајслер, Доџ, Џип и Рам камиони. Поседује и компанију Мопар која се бави производњом делова и опреме и SRT (Street and Racing Technology) компанију која производи аутомобиле високих перформанси брендова унутар групације.
Крајслер група је 2012. године била трећи произвођач аутомобила у Сједињеним Америчким Државама са 2,3 милиона јединица, након Џенерал моторса и Форда, а једанаести у свету, односно седми са Фијатом (око 4,4 милиона возила).

## Историја
Иако је компанија неколико пута предводила америчку аутомобилску индустрију по питању иновација и дизајна, проблеми са квалитетом, лоше процењивање тржишта и непланско вођење главних људи компаније су резултирали да Крајслер неколико пута стрепи за своју будућност.
Крајслер корпорацију је основао Валтер Крајслер 1925. године преузимањем фирме Maxwell Motor Company. Крајслер је 1928. године купио произвођача теренских возила Доџ и представља брендове Плимут и Де Сото. Аутомобили Плимут су се већ производили у компанији Maxwell. Крајслер је у то време био део велике тројке америчких произвођача аутомобила, поред Џенерал моторса и Форда.
Шездесетих година 20. века, Крајслер је покушао да освоји Европу стварајући Крајслер Европа дивизију. Купио је тада већински део три европске ауто-компаније, међу којима је била и француска Симка. Због разних фактора, укључујући нафтну кризу седамдесетих година морали су да продају акције. Крајем седамдесетих били су на ивици банкротства, због чега су се повукли из Европе 1979. године.
1987. године Крајслер купује American Motors Corporation (AMC), када добија профитабилни бренд Џип под својим окриљем. У Европу се Крајслер вратио у раним деведесетим годинама када је у погонима фирме Magna-Steyr у Аустрији почео да производи моделе Крајслер Војаџер и Џип Гранд Чироки. Касније је почела и производња модела Крајслер 300Ц и Џип Командер. 1998. године је за 36 милијарди долара компанију Крајслер преузео немачки произвођач аутомобила концерн Дајмлер. Крајслер није био успешан под фирмом Дајмлер која га је 2007. године продала фирми Cerberus Capital Management и преименован је у Chrysler LLC.
Као и остале произвођаче велике тројке и Крајслер је био погођен финансијском кризом 2008. године. Крајслер подноси наредне године захтев за стечај. Међутим, уз помоћ америчког Уједињеног пензионог фонда радника у ауто-индустрији (UAW), Фијата и влада САД и Канаде, излази из стечајног поступка и тако настаје Chrysler Group LLC. Током наредних неколико година, Фијат постепено купује акције и тако постаје већински власник у компанији, а 21. јануара 2014. године Фијат је завршио куповину преосталих 41,46% од фонда UAW, чинећи Крајслер групу својом филијалом. Chrysler Group LLC је 15. децембра 2014. године преименована у FCA US LLC као резултат спајања Фијата и Крајслера.

## Лого
Нови ФЦА логотип креирала је италијанска компанија за дизајн логоа и брендирање из Милана Robilant Associati, којом се окончало коришћење старог логотипа Фијат групе и Крајслеровог пентастар логоа за групно брендирање.

## Брендови

### Актуелни брендови
- Крајслер
- Доџ
- Џип
- Рам камиони
- Мопар

### Некадашњи брендови
- Максвел (до 1926)
- Грам-Пејџ (до 1929)
- Де Сото (до 1961)
- Фарго (до 1972)
- Крајслер Европа (до 1978) продат Пежоу
- Империјал (до 1983)
- American Motors Corporation (до 1987)
- Игл (до 1998)
- Плимут (до 2001)